# (23644) Yamaneko
(23644) Yamaneko (1997 AW17) – planetoida z grupy pasa głównego asteroid okrążająca Słońce w ciągu 3,71 lat w średniej odległości 2,4 j.a. Odkryta 13 stycznia 1997 roku.